# Cutis marmorata teleangiectatica congenita
Die Cutis marmorata teleangiectatica congenita (CMTC) ist eine seltene angeborene Gefäßmalformation mit den Hauptmerkmalen netzförmige Hautzeichnung (Cutis marmorata), dauerhaft bläulich marmorierte Haut und sichtbar erweiterte Kapillargefäße (Teleangiektasie) und Venen (Phlebektasie).
Synonyme sind: Angeborene generalisierte Phlebektasie; Cutis teleangiectatica congenita; Livedo reticularis congenitalis; Lohuizen-Syndrom Van; Phlebectasia congenita; Phlebectasia congenita generalisata; Phlebektasie angeborene generalisierte; van Lohuizen-Syndrom; Van-Lohuizen-Syndrom
Die Erstbeschreibung stammt aus dem Jahre 1922 durch den niederländischen Arzt Cato H.J. von Lohuizen.
Die Erkrankung ist nicht mit der Cutis marmorata zu verwechseln, einer bei Unterkühlung auftretenden Durchblutungsstörung der Haut (Livedo reticularis).

## Verbreitung und Ursache
Häufigkeit und Ursache sind nicht bekannt, bislang wurde über mehr als 300 Betroffene berichtet. Beide Geschlechter sind vermutlich gleich häufig betroffen. Die Erkrankung tritt spontan auf, eine genetische Ursache wird teilweise vermutet.

## Klinische Erscheinungen
Klinische Kriterien sind:
- Meist bereits bei, sonst kurz nach der Geburt auftretende Cutis marmorata, unsymmetrisch, mit Teleangiektasien
- einseitige, isolierte, segmentale oder den Blaschko-Linien folgende netzförmige bläulich-violette Gefäßveränderungen in der Haut
- Auftreten bevorzugt an den Beinen, seltener an den Armen und am Rumpf. Gesicht und Kopf bleiben meist ausgespart.
- auffallend dünne, durchscheinende Haut mit deutlich sichtbaren Venen
- gelegentlich Spinnennävi
- häufig spontane Rückbildung mit Ausbildung des Unterhautfettpolsters in den ersten 2 Lebensjahren

Neben der bis hier beschriebenen „isolierten“ Form gibt es eine „klassische“ form mit zusätzlich asymmetrischem Wachstum des betroffenen Körperteiles entweder als Hypertrophie oder als Hypotrophie.
Hinzu können ein Progerie-artiges Aussehen, Fehlbildungen an Geschlechtsorganen, Anus oder Skelett sowie Hyperkalzämie treten.
Kombinationen mit abnormal vergrößertem Kopf werden als Megalenzephalie-Kapillarfehlbildungen-Polymikrogyrie-Syndrom bezeichnet, zahlreiche weitere Fehlbildungen finden sich beim Adams-Oliver-Syndrom.

## Diagnose
Die Diagnose ergibt sich aus den klinischen Befunden. In der Gewebeuntersuchung finden sich oft unspezifisch erweiterte Kapillaren und Venen.

## Differentialdiagnostik
Abzugrenzen sind:
- Klippel-Trénaunay-Syndrom
- Sturge-Weber-Syndrom
- Bockenheimer-Syndrom[7]
- Megalenzephalie-Kapillarfehlbildungen-Polymikrogyrie-Syndrom

## Therapie
Eine Behandlung ist nicht bekannt, meist auch nicht notwendig, da die Veränderung sich meist spontan zurückbilden.
Eine Behandlung ist meist nicht erforderlich. Falls erforderlich, kann eine Laser-Therapie versucht werden. Die Prognose ist im Allgemeinen günstig. Im Kindesalter kann es Besserung bis zu vollständiger Rückbildung kommen.